# 連作歌曲
連作歌曲（れんさくかきょく、ドイツ語: Liederzyklus, Liederkreis, 英語: song cycle）は、各曲の間で文学的・音楽的な関連性をもって構成された歌曲集のこと。
作品全体を通じて統一的な世界が作り出されているため、歌曲集全体を通して上演されることが想定されている。もちろん実際にはその中から1曲または数曲取り出して演奏されることもある。歌詞は同一の詩人によることが多いが、現代作品では、統一モットーのもとにさまざまな詩人の詩人を集め、曲付けすることも多く行われる。一般的にはクラシック音楽の用語だが、類例はポピュラー音楽にも見受けられる。

## 主要な例
- ベートーヴェン：《遥かなる恋人に寄す An die ferne Geliebte》（1816年）
- シューベルト：《美しき水車小屋の娘 Die schöne Müllerin》（1823年）、《冬の旅 Winterreise》（1827年）
- シューマン：《リーダークライス Liederkreis》（作品24、作品39）、《詩人の恋 Dichterliebe》、《女の愛と生涯 Frauenliebe und -leben》（すべて1840年）
- ワーグナー：《ヴェーゼンドンク歌曲集》
- ブラームス：《ティークのマゲローネによるロマンス Romanzen aus L. Tieck's Magelone》、《4つの厳粛な歌》
- ムソルグスキー：《陽の光もなく》、《子供部屋》、《死の歌と踊り》
- フォーレ：《優しい歌 La Bonne Chanson》
- マーラー：《さすらう若者の歌 Lieder eines fahrenden Gesellen》、《亡き子をしのぶ歌 Kindertotenlieder》、《大地の歌 Das Lied von der Erde》
- ツェムリンスキー：《メーテルリンク歌曲集》、《抒情交響曲》
- ヤナーチェク：《消えた男の日記》
- シェーンベルク：《架空庭園の書 Das Buch der hängenden Gärten》《月に憑かれたピエロ Pierrot Lunaire》
- ヴォーン・ウィリアムズ：《命の家》、《旅の歌》、《ウェンロック・エッジで》
- ラヴェル：《シェエラザード》《博物誌》《マラルメによる3つの詩 》《マダガスカル島民の歌 》《ドゥルシネア姫に心を寄せるドン・キホーテ》
- バターワース：《『シュロップシャーの若者』からの6つの歌 Six Songs from A Shropshire Lad》
- ヒンデミット：《マリアの生涯 Das Marienleben》
- ショスタコーヴィチ：交響曲第14番《死者の歌》
- ブリテン：《ノクテュルヌ Nocturne》

## 追記
ポピュラー音楽では、ザ・フーやビートルズ、ピンク・フロイド、シカゴ、エルヴィス・コステロらのように、組曲や連作歌曲を意識したコンセプト・アルバムを作るミュージシャンがいる。